# Ramnagar (Barabanki)
Ramnagar es un pueblo y nagar Panchayat situado en el distrito de Barabanki en el estado de Uttar Pradesh (India). Su población es de 14255 habitantes (2011). 

## Demografía
Según el  censo de 2001 la población de Ramnagar era de 12416 habitantes, de los cuales el 53% eran hombres y el 47% eran mujeres. Ramnagar tiene una tasa media de alfabetización del 52%, inferior a la media nacional del 59,5%: la alfabetización masculina es del 59%, y la alfabetización femenina del 45%.